# Fort Laramie (Wyoming)
Fort Laramie es un pueblo ubicado en el condado de Goshen en el estado estadounidense de Wyoming. En el año 2010 tenía una población de 230 habitantes y una densidad poblacional de 328.57 personas por km².

## Geografía
Fort Laramie se encuentra ubicado en las coordenadas 42°12′48.17″N 104°31′3.97″O / 42.2133806, -104.5177694. Según la Oficina del Censo, la localidad tiene un área total de 0,7 km² (0,3 mi²), de la cual 0,7 km² (0,3 mi²) es tierra y 0 km² (0 mi²) (0.0%) es agua.

### Localidades adyacentes
El siguiente diagrama muestra a las localidades en un radio de 36 kilómetros (22,4 mi) de Fort Laramie.

## Demografía
En el 2000 la renta per cápita promedia del hogar era de $22.500, y el ingreso promedio para una familia era de $32.917. El ingreso per cápita para la localidad era de $13.236. En 2000 los hombres tenían un ingreso per cápita de $28.929 contra $13.125 para las mujeres. Alrededor del 20.50% de la población estaba bajo el umbral de pobreza nacional.